# Stimmkreis München-Land-Nord
Der Stimmkreis München-Land-Nord (Stimmkreis 123, früher 122) ist ein Stimmkreis in Oberbayern. Er umfasst die Städte Garching b.München, Unterschleißheim und die Gemeinden Aschheim, Feldkirchen, Grasbrunn, Haar, Hohenbrunn, Ismaning, Kirchheim b.München, Oberschleißheim, Ottobrunn, Putzbrunn, Unterföhring des Landkreises München.

## Landtagswahl 2023
Zur Landtagswahl 2023 traten folgende Parteien und Direktkandidaten im Stimmkreis München-Land-Nord an und erzielten folgende Ergebnisse:
| Nr. | Direktkandidat        | Partei           | Erststimmen in % | Gesamtstimmen in % |
| --- | --------------------- | ---------------- | ---------------- | ------------------ |
| 1   | Maximilian Böltl      | CSU              | 38,1             | 38,1               |
| 2   | Claudia Köhler        | GRÜNE            | 19,1             | 19,7               |
| 3   | Nikolaus Kraus        | Freie Wähler     | 12,8             | 11,6               |
| 4   | Christina Specht      | AfD              | 9,0              | 9,2                |
| 5   | Florian Schardt       | SPD              | 9,6              | 9,7                |
| 6   | Katharina Diem        | FDP              | 4,1              | 4,3                |
| 7   | Pia Chojnacki         | LINKE            | 1,3              | 1,2                |
| 8   | Peter Ruppert         | BP               | 0,6              | 0,6                |
| 9   | Sebastian Riedelbauch | ÖDP              | 1,6              | 1,6                |
| 10  | Anna Bauer            | Die PARTEI       | 0,9              | 0,9                |
| 11  | Elisabeth Reithmayer  | Tierschutzpartei | 1,1              | 1,1                |
| 12  | Lukas Grötsch         | V-Partei³        | 0,1              | 0,2                |
| 13  | -                     | PdH              | -                | 0,2                |
| 14  | Udo Kappelmaier       | dieBasis         | 0,8              | 0,8                |
| 15  | Karl Dietzel          | Volt             | 0,8              | 0,8                |

## Landtagswahl 2018
Im Stimmkreis waren insgesamt 119.173 Einwohner wahlberechtigt. Die Landtagswahl am 14. Oktober 2018 hatte folgendes Ergebnis:
| Direktkandidat              | Partei               | Erststimmen in % | Gesamtstimmen in % | Veränderung der Gesamtstimmen im Vergleich zur Landtagswahl 2013 in % |
| --------------------------- | -------------------- | ---------------- | ------------------ | --------------------------------------------------------------------- |
| Ernst Weidenbusch           | CSU                  | 30,6             | 31,8               | - 12,7                                                                |
| Annette Ganssmüller-Maluche | SPD                  | 11,3             | 11,2               | − 14,5                                                                |
| Nikolaus Kraus              | Freie Wähler         | 12,2             | 10,7               | + 2,7                                                                 |
| Claudia Köhler              | GRÜNE                | 22,8             | 23,0               | + 13,7                                                                |
| Thomas Jännert              | FDP                  | 7,6              | 7,4                | + 3,1                                                                 |
| Robert Hamm                 | LINKE                | 2,9              | 2,9                | + 1,4                                                                 |
| Franz Furche                | BP                   | 1,5              | 1,4                | − 0,6                                                                 |
| Hanno Sombach               | ÖDP                  | 1,1              | 1,2                | - 0,4                                                                 |
| Thomas Knoblich             | PIRATEN              | 0,6              | 0,6                | - 1,5                                                                 |
| Rainer Groß                 | AfD                  | 7,6              | 7,6                | + 7,6                                                                 |
| Ulrike Schütt               | LKR                  | 0,1              | 0,1                | + 0,1                                                                 |
| Stephan Pflaum              | mut                  | 0,4              | 0,5                | + 0,5                                                                 |
| -                           | Die Humanisten       | -                | 0,1                | + 0,1                                                                 |
| -                           | Die Partei           | -                | 0,2                | + 0,2                                                                 |
| -                           | Gesundheitsforschung | -                | 0,1                | + 0,1                                                                 |
| Elisabeth Reithmayer        | Tierschutzpartei     | 1,2              | 1,1                | + 1,1                                                                 |
| -                           | V-Partei³            | -                | 0,1                | + 0,1                                                                 |

Neben dem direkt gewählten Stimmkreisabgeordneten Ernst Weidenbusch (CSU), der dem Landtag seit 2003 angehört, wurden die Direktkandidaten der Freien Wähler, Nikolaus Kraus, und der Grünen, Claudia Köhler, über die jeweiligen Bezirkslisten ihrer Partei in das Parlament gewählt.

## Landtagswahl 2013
Wahlberechtigt waren bei der Landtagswahl vom 15. September 2013 insgesamt 118.944 Einwohner. Die Wahl hatte im Stimmkreis München-Land-Nord folgendes Ergebnis:
| Direktkandidat      | Partei       | Erststimmen in % | Gesamtstimmen in % | +/- Gesamtstimmen ggü. 2008 in %-P. |
| ------------------- | ------------ | ---------------- | ------------------ | ----------------------------------- |
| Ernst Weidenbusch   | CSU          | 42,9             | 44,5               | + 8,0                               |
| Peter Paul Gantzer  | SPD          | 23,3             | 25,7               | + 2,1                               |
| Nikolaus Kraus      | Freie Wähler | 10,6             | 7,9                | - 0,9                               |
| Markus Büchler      | GRÜNE        | 10,3             | 9,3                | - 1,7                               |
| Rochus Kammer       | FDP          | 4,0              | 4,3                | - 8,1                               |
| Klaus-Peter Häusser | LINKE        | 1,7              | 1,5                | - 2,1                               |
| Wilhelm Cordes      | ÖDP          | 1,6              | 1,6                | + 0,4                               |
| Petra Lörk          | REP          | 1,0              | 0,9                | + 0,2                               |
| Werner Podehl       | BP           | 2,3              | 2,0                | + 0,9                               |
| -                   | BüSo         | -                | 0,0                | 0,0                                 |
| -                   | Die Freiheit | -                | 0,1                | n.k.                                |
| Thomas Mayer        | PIRATEN      | 2,2              | 2,1                | n.k.                                |

## Landtagswahl 2008
Die Landtagswahl 2008 hatte folgendes Ergebnis:
| Direktkandidat     | Partei       | Erststimmen in % | Gesamtstimmen in % | Veränderung der Gesamtstimmen im Vergleich zur Landtagswahl 2003 in % |
| ------------------ | ------------ | ---------------- | ------------------ | --------------------------------------------------------------------- |
| Ernst Weidenbusch  | CSU          | 35,6             | 36,5               | - 18,4                                                                |
| Peter Paul Gantzer | SPD          | 24,1             | 23,6               | - 0,6                                                                 |
| Markus Büchler     | GRÜNE        | 10,2             | 11,0               | + 1,1                                                                 |
| Nikolaus Kraus     | Freie Wähler | 10,1             | 8,8                | + 4,9                                                                 |
| Tobias Thalhammer  | FDP          | 12,4             | 12,4               | + 8,8                                                                 |
| Petra Lörk         | REP          | 0,7              | 0,7                | - 0,3                                                                 |
| Birgit Rouault     | ödp          | 1,1              | 1,2                | - 0,4                                                                 |
| Helmuth Peschl     | BP           | 1,1              | 1,1                | + 0,4                                                                 |
| -                  | BüSo         | -                | 0,0                | 0,0                                                                   |
| Max Steininger     | LINKE        | 3,6              | 3,6                | + 3,6                                                                 |
| Uda Simon          | VIOLETTE     | 0,3              | 0,3                | + 0,3                                                                 |
| Johann Böhm        | NPD          | 0,7              | 0,7                | + 0,7                                                                 |